# Мэшбёрн, Джесси
Джесси Уильям (Джей Дабл-Ю) Мэшбёрн (англ. Jesse William "J. W." Mashburn; род. 14 февраля 1933) — американский легкоатлет, который специализировался в беге на короткие дистанции.

## Биография
Был в составе сборной США на Олимпийских играх 1952 года, но на старт не выходил.
Олимпийский чемпион в эстафете 4×400 метров (1956).
Чемпион (в эстафете 4×400 метров) и бронзовый призёр (в беге на 400 метров) Панамериканских игр (1955).
Чемпион США в беге на 440 ярдов (1953).
Экс-рекордсмен мира в эстафете 4×440 ярдов.
По завершении спортивной карьеры работал брокером по недвижимости.